# Johnny Mack Brown
Johnny Mack Brown (Dothan, Alabama, 1 de setembro de 1904 – Woodland Hills, Califórnia, 14 de novembro de 1974) foi um ator norte-americano especializado em faroestes B.

## Biografia
Nasceu e cresceu no Alabama, um dos nove filhos de John H. e Hattie Estelle Brown, sendo batizado John Mack Brown. Enquanto trabalhava numa loja de calçados perto da Universidade, estudava e se tornou um grande atleta de futebol americano na Universidade do Alabama. Jogando pela Universidade no Crimson Tide, ganhou o apelido de "The Dothan Antelope", além de ajudar sua equipe a integrar, em 1926, a NCAA Division I-A national football champions. No "Rose Bowl Game", em Pasadena, na Califórnia, ganhou a honraria Most Valuable Player, após marcar dois dos três touchdowns de sua equipe, em uma virada conquistando a vitória sobre o então favorito Washington Huskies. Enquanto estava na Universidade do Alabama, Johnny se tornou membro da Kappa Sigma Fraternity. Foi durante os jogos da universidade, em uma festa, que Brown conheceu George Fawcett, ator característico do cinema mudo, que o incentivou na carreira cinematográfica.
Brown foi casado com Cornelia "Connie" Foster de 1926 até sua morte, em 1974, e tiveram 4 filhos. Connie era sua colega de Universidade, e Brown a pediu em casamento no trem que os levava ao jogo em Rose Bowl, casando-se logo após a fomaturar.

## Carreira cinematográfica
Sua boa aparência e forma física o colocaram retratado na lista de atletas nas caixas de cereal Wheaties e, em 1927, recebeu uma oferta para um teste cinematográfico, o que resultou em uma carreira longa e bem sucedida em Hollywood.
Sua estreia foi no filme “Slide, Kelly, Slide” (O Convencido), filme da MGM de 1927, uma comédia de William Haines sobre beisebol. Fez alguns pequenos papéis em “The Budge Call” (O Corneteiro), com Jackie Coogan e Herbert Rawlinson, sendo esse seu primeiro filme ambientado no oeste americano; em “Mockery” (Nobreza), com Lon Chaney; e “After Midnight” (Depois da Meia-Noite), com Norma Shearer, todos de 1927 e da MGM, e usando seu nome verdadeiro, que usaria até 1935, e algumas vezes ainda, depois. Seu primeiro papel principal foi em “The Fair Co-Ed” (Coleguinha Leal), ao lado de Marion Davies. Nesse filme, foi ovacionado pela crítica. “The Film Daily” o saudou como “um novo herói da tela que faz as coisas com muita facilidade e total desembaraço”; o “Motion Picture World” observou que “ele pulou da obscuridade para um longo contrato com a MGM”. A partir de então contracenou com diversas atrizes famosas: Greta Garbo, Jean Harlow, Joan Crawford e Norma Shearer.

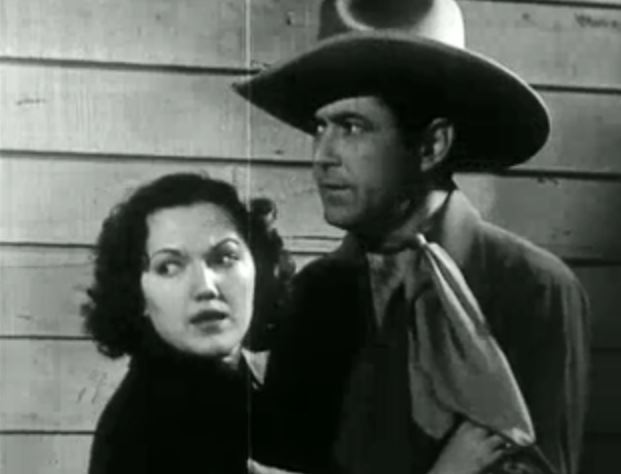

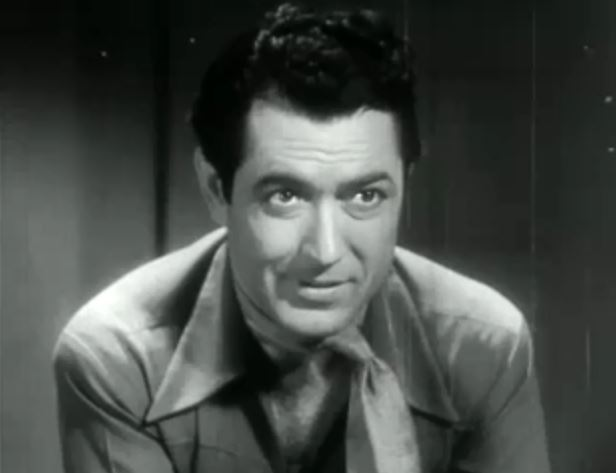
Cenas de Johnny Mack Brown no western Rogue of the Range, de 1936.

Teve um papel como interesse amoroso de Mary Pickford, que o escolhera pessoalmente, no filme mudo "Coquette" (1929), com o qual Pickford ganhou um Oscar.
Johnny apareceu em pequenos papéis até 1930, quando foi a estrela do Western "Billy the Kid", dirigido por King Vidor, que lhe deu visibilidade artística. Também em 1930, Brown interpretou o interesse amoroso de Joan Crawford em "Montana Moon". Brown passou a fazer vários outros filmes sob o nome John Mack Brown, incluindo "The Secret Six" (1931), com Wallace Beery, Jean Harlow e Clark Gable, bem como o lendário Lost Generation em  "The Last Flight" (1931), e estava sendo preparado pela MGM como um homem de liderança, até ser substituído abruptamente em um filme de 1931, com todas as suas cenas refilmadas e substituídas pelo astro em ascensão Clark Gableo substituindo.
Talvez o fato dessa substituição tenha sido o escândalo estourado com o romance entre Brown e Marion Davies, decorrente ainda da época em que contracenaram juntos, em 1927. Marion era um antigo romance de William Randolph Hearst (inspirador do Cidadão Kane), e inclusive Hearst montara uma produtora independente, a Cosmopolitan Pictures, para satisfazer os caprichos da estrela. Diante do escândalo, mediante as ligações entre a Cosmopolitan e a MGM, Mayer foi pressionado a dispensar Brown, sob a ameaça de boicote aos filmes pela cadeia de jornais de Hearst. Brown havia terminado o filme “Complete Surrender”, que chegou a ser exibido para os críticos, mas por pressão foi totalmente refeito, com Clark Gable no papel principal e com o título mudado para “Laughing Sinners” (Almas Pecadoras). Pela dificuldade de ser aceito devido à pressão de Hearst, Brown passou a aceitar pequenos papéis.
Rebatizado Johnny Mack Brown na sequência desta crise séria em sua carreira, fez westerns de baixo orçamento, tornando-se uma das estrelas dos Western B, fazendo 127 westerns durante sua carreira, incluindo "Ride’em Cowboy" com Abbott & Costello.
Aceitando o convite de Nat Levine, o “rei dos seriados”, fez em 1933 o papel do desbravador do oeste, Kit Carson, no seriado “Fighting with Kit Carson” (Sacrifício Glorioso), em 12 capítulos, e esse serviu de impulso para uma carreira ambientada no oeste americano. Estrelou também 4 seriados para a Universal Pictures: "Rustlers of Red Dog" (Os Bandoleiros do Vale do Fogo), feito em 1934 e lançado em janeiro de 1935, "Wild West Days", "Flaming Frontiers" e "The Oregon Trail" (Perigos do Sertão) e se tornou um herói para milhões de crianças em salas de cinema e na televisão. Após 28 filmes para a Universal Pictures, assinou contrato com a Monogram Pictures, em 1943, justamente após a morte de Buck Jones, o grande cowboy da Monogram, em 1942.

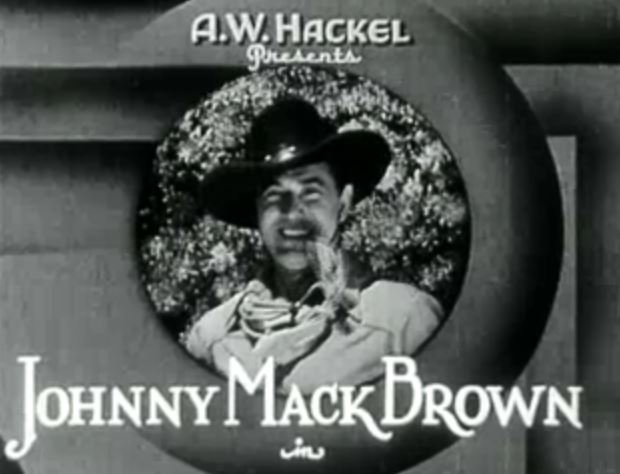
Anúncio de Johnny Mack Brown no western Rogue of the Range, de 1936.

Na Monogram fez 66 Westerns, o primeiro deles “The Ghost Rider” (O Justiceiro Solitário), em que interpretava Nevada Jack McKenzie, personagem antes interpretado por Buck Jones na série “The Rough Riders”. Seu último filme para a Monogram foi “Canyon Ambush” (Pistoleiros Vingadores), em 1952.
Um fã da música mexicana, ele apresentou o talento do guitarrista Francisco Mayorga e o Trio Guadalajara em filmes como "Boss of Bullion City" e "The Masked Rider".
Quando os Western B perderam sua popularidade, Johnny Mack Brown se retirou do gênero em 1953, dedicando-se a partir de então apenas a papéis secundários, até 1966.
Em 1965, trabalhou em dois filmes do produtor Alex Gordon e dirigidos por Spencer Gordon Bennet; o primeiro, estrelado por Dan Duryea e Rod Cameron, “Yhe Bounty Killer” (Dólares Malditos), e o segundo com Rod Cameron e Stephen McNally, “Requiem for a Gunfighter” (Desafio à Bala), ambos trazendo no elenco famosos cowboys do passado: Bob Steele, Richard Allen, Buster Crabbe, Tim McCoy, Lane Chandler, Bronco Billy Anderson. O último filme de Brown foi “Apache Uprising” (Rebelião dos Apaches), produção de A. C. Lyles para a Paramount, sob direção de R. G. Springsteen, em 1966, ao lado de Rory Calhoun, Corine Calvet, Lon Chaney Jr., Jean Parker.
Ao todo, Brown apareceu em mais de 160 filmes entre 1927 e 1966, bem como em um punhado de programas de televisão, em uma carreira de quase quarenta anos. Em grande parte dos filmes, tinha como companheiro seu cavalo, Rebel, mesmo nome do cavalo de Reb Russell, também ator de Western B. Inicialmente seu cavalo recebera o nome de Reno, porém quando começou na Monogran, nos anos 40, o nome foi mudado para Rebel.

## Reconhecimento e Premiações
- Entre 1940 e 1950, seu nome apareceu ininterruptamente entre os “Top Tem Money Making Western Stars”, os dez astros-cowboy apontados como favoritos das platéias populares estadunidenses, através de votação dos exibidores do país para o Motion Picture Herald.
- Em reconhecimento pela sua contribuição para o cinema, Brown tem uma estrela na Calçada da Fama, nº 6101 Hollywood Blvd.
- College Football Hall of Fame em 1957
- Alabama Sports Hall of Fame em 1969
- Rose Bowl Hall of Fame em 2000
- The State of AL Stage & Screen Hall of Fame em 2004
- World Gunspinning Hall of Fame em 2003
- The Golden Boot Award em 2004
- Oklahoma Cowboy & Western Heritage Museum's Hall of Fame em 2008

## Morte
Antes de adoecer, Brown trabalhou como anfitrião e gerente de um restaurante. Morreu em Woodland Hills, Califórnia, de problemas cardíacos e renais, aos 70 anos. Foi cremado e seus restos mortais foram enterrados no Columbarium, no Forest Lawn Memorial Park Cemetery, em Glendale.

## Filmografia
| - Apache Uprising (Ben Hall) (1965) (Rebelião dos Apaches) - The Bounty Killer (Green) (1965) (Dólares Malditos) - Requiem for a Gunfighter (Enkoff) (1965) (Desafio à Bala) - Tales of Wells Fargo (TV) (Eaton), Episódio Scapegoat (1958) - Perry Mason (TV) (Warner Griffith), Episódio The Case of the Daring Decoy (1958) - Official Detective (TV) (Tenente Coleman), Episódio Hired Killer (1958) - The Marshal's Daughter (1953) - Canyon Ambush (1952) (Pistoleiros Vingadores) - Dead Man's Trail (1952) - Man from the Black Hills (1952) - Texas City (1952) - Texas Lawmen (1951) - Whistling Hills (1951) - Oklahoma Justice (1951) - Montana Desperado (1951) - Blazing Bullets (1951) - Man from Sonora (1951) - Colorado Ambush (1951) - Short Grass (1950) - Outlaw Gold (1950) - Law of the Panhandle (1950) - Six Gun Mesa (1950) - Over the Border (1950) - West of Wyoming (1950) - The Pecos Pistol (curta-metragem) (não-creditado) (1949) - Western Renegades (1949) - Range Justice (1949) - West of El Dorado (1949) - Stampede (1949) - Trails End (1949) - Law of the West (1949) - Hidden Danger (1948) - Gunning for Justice (1948) - The Sheriff of Medicine Bow (1948) - The Fighting Ranger (1948) - Back Trail (1948) - Triggerman (1948) - Frontier Agent (1948) - Crossed Trails (1948) - Overland Trails (1948) - Gun Talk (1947) - Prairie Express (1947) - Flashing Guns (1947) - Code of the Saddle (1947) (Lutando como um Bravo) - Law Comes to Gunsight (1947) - Land of the Lawless (1947) - Trailing Danger (1947) - Valley of Fear (1947) - Raiders of the South (1947) - Silver Range (1946) - Shadows on the Range (1946) - Trigger Fingers (1946) - The Gentleman from Texas (1946) - Under Arizona Skies (1946) - The Haunted Mine (1946) - Drifting Along (1946) - Border Bandits (1946) - Frontier Feud (1945) - The Lost Trail (1945) - Flame of the West (1945) (Chama do Oeste) - Stranger from Santa Fe (1945) - Gun Smoke (1945) - Forever Yours (1945) - The Navajo Trail (1945) - Ghost Guns (1944) - Law of the Valley (1944) - Land of the Outlaws (1944) - West of the Rio Grande (1944) - Range Law (1944) - Law Men (1944) - Partners of the Trail (1944) - Raiders of the Border (1944) - The Texas Kid (1943) - Outlaws of Stampede Pass (1943) (Ganância Desenfreada) - Crazy House (1943) - The Lone Star Trail (1943) (A Trilha Solitária) - Six Gun Gospel (1943) - The Stranger from Pecos (1943) - Raiders of San Joaquin (1943) - Cheyenne Roundup (1943) - The Ghost Rider (1943) (O Justiceiro Solitário) - Tenting Tonight on the Old Camp Ground (1943) - The Old Chisholm Trail (1942) | - Little Joe, the Wrangler (1942) - Deep in the Heart of Texas (1942) - Boss of Hangtown Mesa (1942) - The Silver Bullet (1942) - Ride 'Em Cowboy (1942) - Stagecoach Buckaroo (1942) - Fighting Bill Fargo (1941) - Arizona Cyclone (1941) (O Furacão do Arizona) - The Masked Rider (1941) - Man from Montana (1941) - Rawhide Rangers (1941) - Law of the Range (1941) - Bury Me Not on the Lone Prairie (1941) - Pony Post (1940) - Law and Order (1940) (A Lei Manda) - Ragtime Cowboy Joe (1940) - Son of Roaring Dan (1940) (O Filho do Mandão) - Bad Man from Red Butte (1940) - Riders of Pasco Basin (1940) - Boss of Bullion City (1940) - West of Carson City (1940)(Cidade Maldita) - Chip of the Flying U (1939) - Oklahoma Frontier (1939) (Fronteira Sinistra) - Desperate Trails (1939) (A Trilha do Terror) - Wells Fargo (1937) - Born to the West (1937) - Boothill Brigade (1937) - A Lawman Is Born (1937) - Guns in the Dark (1937) - Bar-Z Bad Men (1937) - Lawless Land (1937) - Trail of Vengeance (1937) - The Gambling Terror (1937) - Under Cover Man (1936) - The Crooked Trail (1936) - Everyman's Law (1936) - Rogue of the Range (1936) - Desert Phantom (1936) - Valley of the Lawless (1936) - The Courageous Avenger (1935) - Between Men (1935) - Branded a Coward (1935) (O Estigma) - Against the Law (1934) - Belle of the Nineties (1934) - Cross Streets (1934) - Marrying Widows - Missouri Nightingale (1934) - Three on a Honeymoon (1934) - Son of a Sailor (1933) - Female (1933) - Saturday's Millions - Malay Nights (1933) - 70,000 Witnesses (1932) - The Vanishing Frontier (1932) - Flames (1932) - Hollywood Halfbacks (curta-metragem) (1931) - Lasca of the Rio Grande (1931) - The Last Flight (1931) - The Secret Six (1931) (A Guarda Secreta) - The Great Meadow (1931) (Terra Virgem) - Billy the Kid (1930) (O Vingador) - Montana Moon (1930) (Mulher e Nada Mais) - Undertow (1930) - Great Day (1930) - Jazz Heaven (1929) - Hurricane (1929) - The Single Standard (1929) - The Valiant (1929) - Coquette (1929) (Coquete) - A Woman of Affairs (1928) (Mulher de Brio) - A Lady of Chance (1928) - Annapolis (1928) - Our Dancing Daughters (1928) - The Play Girl (1928) - Square Crooks (1928) - Soft Living (1928) - The Divine Woman (1928) - The Fair Co-Ed (1927) (Coleguinha Leal) - After Midnight (não-creditado) (1927) (Depois da Meia-Noite) - Mockery (1927) (Nobreza) - The Bugle Call (não-creditado) (1927) (O Corneteiro) - Slide, Kelly, Slide (1927) (O Convencido) |

## Seriados
- Fighting with Kit Carson (Sacrifício Glorioso) (1933)
- Rustlers of Red Dog (Os Bandoleiros do Vale do Fogo) (1935)
- Wild West Days (1937)
- Flaming Frontiers (1938)
- The Oregon Trail (Perigos do Sertão) (1939)

## Quadrinhos
Em 1939 foram adaptados para os quadrinhos o seriado The Oregon Trail (br.: Perigos do Sertão), estrelados pelo ator. Os primeiros quadrinhos de Johnny Mack Brown apareceram em 1949 e foram publicados pela Charlton Comics. A série com o actor começou em março de 1950 (Dell Comics) e continuaram até 1959, com cerca de 22 revistas. Ele apareceu também nas primeiras 21 revistas da Dell Giant, que começou em 1952, juntamente com os quadrinhos de Gene Autry, Roy Rogers, Wild Bill Elliott e Rex Allen.
Em Brasil, seus quadrinhos apareceram na revista da EBAL Reis do Faroeste, sendo que suas fotos foram capas em vários números nos anos 60.